# اروانه (سرخه)
اروانه ملقب به (انجمن مبارزه با دهستان هفدر) روستایی در شهرستان سرخه استان سمنان ایران است. این روستا در شمال باختری شهر سمنان قرار دارد. روستای اروانه در مسیر جاده سمنان-فیروزکوه و در شمال شهر سرخه قرار گرفته‌است و ۲۷ کیلومتر با سمنان فاصله دارددارد.

## جمعیت
بر پایه سرشماری عمومی نفوس و مسکن در سال ۱۳۹۵ جمعیت این روستا ۴۳۷ نفر (در ۱۴۵ خانوار) بوده‌است.

## دانستنی‌ها
- مغار[۴] اروانه که در ۵ کیلومتری این روستا و در دامنهٔ کوه کور تنگه قرار دارد، یکی از مغارهای معروف استان سمنان و شهرستان سرخه به‌شمار می‌رود. اهالی اروانه اعتقاد دارند که ادامه دالان اصلی این مغار در نهایت به یک دریاچه کوچک آب ختم می‌شود.[۵]
- رقابت نجومی صوفی در شهریور ماه سال ۱۳۸۵ در نزدیکی روستای اروانه برگزار شد.[۶]